# Fityk
Fityk — свободная программа для аппроксимации данных, спектров. Основное назначение — аппроксимация пикоподобными функциями. Имеется поддержка скриптов. Бинарные сборки для Microsoft Windows  несколько лет  распространялись за деньги, однако на текущий момент доступны бесплатно и без ограничений для всех.
Предназначена, чтобы заполнить пробел между программным обеспечением построения графиков общего назначения и программами специализированными для одной предметной области, например, кристаллография или РФЭС.
Первоначально разработана для анализа данных метода порошковой рентгеновской дифракции. Также используется в других областях, которые требуют анализа пиковых кривых, как хроматография или различные виды спектроскопии.
Распространяется в соответствии с положениями GNU General Public License. Работает на GNU/Linux, Mac OS X, Microsoft Windows FreeBSD и других платформ. Работает как из командной строки, так и с помощью графического пользовательского интерфейса.
Написана на C++, с использованием WxWidgets. Имеется возможность использования консольного интерфейса в других языках программирования при сборке с соответствующими флагами, в частности есть возможность использования в языке Python, как стороннюю библиотеку.

## Возможности
- три взвешенных наименьших квадратов метода:
  - Алгоритм Левенберга — Марквардта,
  - Метод Нелдера-Мида
  - Генетический алгоритм
- около 20 встроенных функций и поддержка функций, определяемых пользователем
- манипуляции с данными,
- обработка серии наборов данных,
- автоматизация общих задач с помощью скриптов.

## Альтернативы
Программы peak-o-mat и MagicPlot имеют аналогичные область применения.
Существуют программы анализа данных с возможностями электронных таблиц:
- проприетарная Origin;
- QtiPlot и SciDAVis (свободные клоны Origin ).